# Coenotephria jurassica
Coenotephria jurassica là một loài bướm đêm trong họ Geometridae.